# Charles Mungoshi
Charles Mungoshi (né le 2 décembre 1947 dans la région de Chivhu en Rhodésie du Sud et mort le 16 février 2019 à Chitungwiza au Zimbabwe) est un écrivain zimbabwéen.

## Biographie
Charles Mungoshi est né en 1947 dans une famille rurale shona de la région de Chivhu en Rhodésie du Sud, alors britannique, et devenue plus tard le Zimbabwe. Il a d’abord travaillé comme forestier avant de rejoindre une librairie. Romancier et auteur de nouvelles, Charles Mungoshi écrit à la fois en shona et en anglais. Il s’est également produit comme acteur. Avant l’indépendance du pays en 1980, son œuvre a été interdite.

## L’œuvre littéraire
Charles Mungoshi fait partie d’un groupe d’auteurs africains, comprenant Wilson Katiyo, Chenjerai Hove et Yvonne Vera, qui utilise la tradition orale des campagnes shona pour véhiculer un message de résistance à la domination blanche sur l’ancienne Rhodésie. 

### Œuvres
- Waiting for the Rain, Heinemann 1975
- Ndiko kupindana kwa mazuva, Mambo Press, 1975 Publié en français sous le titre Ainsi passent les jours, traduit du shona par Michel Lafon[4], en collaboration avec Messias Maoneni, Paris, L'Harmattan, coll. « Encres noires » no 224, 2002  (ISBN 2-7475-2977-0)
- Stories from a Shona Childhood, Baobab Books, 1989
- One Day Long Ago, Baobab Books, 1991
- The Milkman doesn't only deliver Milk, Baobab Books, 1998
- The Setting Sun and the Rolling World, Heinemann, 1987
- Walking Still, Baobab Books, 1997

## Prix et distinctions
- Prix Noma (1992)
- Prix des écrivains du Commonwealth pour la région Afrique (1998)
- Prix de PEN International